# Актинолема
Актинолема (лат. Actinolema) — род растений семейства Зонтичные. Распространён в Юго-Восточной Азии и на Кавказе.

## Ботаническое описание
Однолетнее растение, разветвлено на две-три части сверху. Листья неразделённые.
Зонтики простые, с небольшим количеством цветков, «обёртка» большая и по размерам превосходит зонтик, довольно тонкая. Цветки полигамны, ± бесчерешковые центральные цветки гермафродитны, внешние черешковые и мужские. У лепестков длинная, загнутая верхушечная долька.
Плод яйцевидный вытянутый, бесчерешковый или очень короткий черешковый.

## Таксономия
Род был впервые описан и опубликован Эдуардом Фенцлем в Pugillus Plantarum Novarum Syriae et Tauri Occidentalis Primus: 16 (1842).

### Виды
Род включает в себя 2 вида.
- Actinolema eryngioides Fenzl
- Actinolema macrolema Boiss.